# Keri-Anne Payne
Keri-Anne Payne (n. 9 decembrie 1987, Johannesburg, Africa de Sud) este o înotătoare ce a reprezentat Regatul Unit al Marii Britanii și al Irlandei de Nord, medaliată olimpică. A participat la 3 ediții ale Jocurilor Olimpice (2008, 2012, 2016) în care a câștigat două medalii de argint.